# Coppa Svizzera 1970-1971
La Coppa Svizzera 1970-1971 è stata la 46ª edizione della manifestazione calcistica. È iniziata l'8 settembre 1970 e si è conclusa il 12 aprile 1971. Questa edizione della coppa vide la vittoria finale del Servette.

## Squadre partecipanti
| Basilea           |
| Bellinzona        |
| Bienne            |
| Friburgo          |
| Grasshoppers      |
| La Chaux-de-Fonds |
| Losanna           |
| Lucerna           |
| Lugano            |
| Servette          |
| Sion              |
| Young Boys        |
| Winterthur        |
| Zurigo            |

| Aarau           |
| Brühl           |
| Chiasso         |
| Étoile Carouge  |
| Grenchen        |
| Martigny        |
| Mendrisiostar   |
| Monthey         |
| San Gallo       |
| Urania Ginevra  |
| Vevey           |
| Wettingen       |
| Young Fellows   |
| Xamax Neuchâtel |

| Amriswil           |
| Blue Stars Zurigo  |
| Buochs             |
| Chur               |
| Frauenfeld         |
| Gambarogno-Contone |
| Küsnacht           |
| Locarno            |
| Red Star Zurigo    |
| Rorschach          |
| Uster              |
| Vaduz              |
| SC Zugo            |

| Baden             |
| Breite Basilea    |
| Breitenbach       |
| Concordia Basilea |
| Delémont          |
| Emmenbrücke       |
| Le Locle-Sports   |
| Moutier           |
| Nordstern         |
| Porrentruy        |
| Soletta           |
| Turgi             |
| Zofingen          |

| ASI Audax-Friul Neuchâtel |
| Berna                     |
| Burgdorf                  |
| Chênois                   |
| Dürrenast                 |
| Langenthal                |
| Meyrin                    |
| Minerva Berna             |
| Raron                     |
| Salgesch                  |
| Stade Nyonnais            |
| Thun                      |
| Yverdon                   |

### 1º Turno Eliminatorio
| Squadra 1                      | Risultato     | Squadra 2                 |
| ------------------------------ | ------------- | ------------------------- |
| 6 settembre 1970               |               |                           |
| Berna                          | 2 - 0(d.t.s.) | Minerva Berna             |
| Breite Basilea                 | 4 - 0         | Oberdorf                  |
| Chevenez                       | 1 - 3         | Laufen                    |
| Chur                           | 2 - 1         | Amriswil                  |
| Concordia Losanna              | 4 - 2(d.t.s.) | Raron                     |
| Couvet                         | 3 - 1(d.t.s.) | Sonvilier                 |
| Delémont                       | 3 - 2         | Porrentruy                |
| Dürrenast                      | 3 - 2         | Ostermundigen             |
| Emmenbrücke                    | 1 - 3         | Buochs                    |
| Fétigny                        | 2 - 4         | Interlaken                |
| Fislisbach                     | 0 - 2         | Tössfeld                  |
| Fulgor Grenchen                | 1 - 3         | Binningen                 |
| Langenthal                     | 2 - 3         | Burgdorf                  |
| US Lausanne                    | 1 - 4         | Portalban/Gletterens      |
| Höngg                          | 1 - 2         | Oberwinterthur            |
| Kickers Lucerna                | 2 - 1         | Reinach                   |
| Köniz                          | 1 - 3         | Thun                      |
| Le Locle-Sports                | 4 - 1         | ASI Audax-Friul Neuchâtel |
| Moutier                        | 4 - 2         | Deitingen                 |
| Novazzano                      | 1 - 0         | Gambarogno-Contone        |
| Oerlikon/Polizei               | 3 - 1(d.t.s.) | Küsnacht                  |
| Onex                           | 1 - 2         | Meyrin                    |
| Plan-les-Ouates                | 2 - 1         | Moudon                    |
| Red Star Zurigo                | 2 - 1(d.t.s.) | Baden                     |
| Renens                         | 1 - 5         | Chênois                   |
| Romanshorn                     | 1 - 2         | Vaduz                     |
| Rorschach                      | 5 - 4         | Landquart                 |
| ST. Maurice                    | 2 - 3         | Yverdon                   |
| Sciaffusa                      | 2 - 1         | Wetzikon                  |
| Schöftland                     | 5 - 0         | Oberentfelden             |
| Soletta                        | 2 - 1         | Tramelan                  |
| Stade Lausanne                 | 1 - 2         | Salgesch                  |
| Stade Nyonnais                 | 6 - 1         | Malley                    |
| Stäfa                          | 1 - 2         | Uznach                    |
| Töss                           | 0 - 2         | Blue Stars Zurigo         |
| Uster                          | 1 - 2         | Turgi                     |
| Wädenswil                      | 4 - 1         | Schmerikon                |
| Victoria Berna                 | 1 - 0         | Grünstern                 |
| SC Zugo                        | 0 - 1         | Zofingen                  |
| Altstätten                     | 2 - 2(d.t.s.) | Frauenfeld                |
| Breitenbach                    | 1 - 1(d.t.s.) | Nordstern                 |
| Olten                          | 2 - 2(d.t.s.) | Allschwil                 |
| Ponte Tresa                    | 2 - 2(d.t.s.) | Goldau                    |
| Rapid Lugano                   | 1 - 1(d.t.s.) | Locarno                   |
| 13 settembre 1970(Ripetizioni) |               |                           |
| Allschwil                      | 3 - 4         | Olten                     |
| Frauenfeld                     | 3 - 1         | Altstätten                |
| Goldau                         | 3 - 1         | Ponte Tresa               |
| Locarno                        | 4 - 1         | Rapid Lugano              |
| Nordstern                      | 4 - 1         | Breitenbach               |

### 2º Turno Eliminatorio
| Squadra 1            | Risultato     | Squadra 2         |
| -------------------- | ------------- | ----------------- |
| 19 settembre 1970    |               |                   |
| Blue Stars Zurigo    | 1 - 2         | Rorschach         |
| Burgdorf             | 1 - 0         | Dürrenast         |
| Couvet               | 2 - 3(d.t.s.) | Yverdon           |
| Delémont             | 3 - 0         | Binningen         |
| Frauenfeld           | 2 - 1         | Chur              |
| Kickers Lucerna      | 0 - 1         | Goldau            |
| Laufen               | 8 - 0         | Concordia Losanna |
| Meyrin               | 3 - 4(d.t.s.) | Le Locle-Sports   |
| Moutier              | 3 - 2         | Victoria Berna    |
| Novazzano            | 0 - 1         | Buochs            |
| Olten                | 5 - 2(d.t.s.) | Nordstern         |
| Plan-les-Ouates      | 1 - 4         | Chênois           |
| Portalban/Gletterens | 4 - 2(d.t.s.) | Stade Nyonnais    |
| Red Star Zurigo      | 3 - 1         | Oerlikon/Polizei  |
| Salgesch             | 0 - 3         | Berna             |
| Sciaffusa            | 4 - 1         | Turgi             |
| Schöftland           | 3 - 1         | Zofingen          |
| Soletta              | 1 - 2         | Breite Basilea    |
| Thun                 | 2 - 0         | Interlaken        |
| Tössfeld             | 3 - 2         | Oberwinterthur    |
| Uznach               | 2 - 1         | Vaduz             |
| Wädenswil            | 2 - 1(d.t.s.) | Locarno           |

### Trentaduesimi di Finale
| Squadra 1                    | Risultato     | Squadra 2            |
| ---------------------------- | ------------- | -------------------- |
| 11 ottobre 1970              |               |                      |
| Aarau                        | 1 - 0         | Olten                |
| Berna                        | 0 - 2         | Martigny             |
| Brühl                        | 2 - 1(d.t.s.) | Red Star Zurigo      |
| Chiasso                      | 1 - 0         | Buochs               |
| Delémont                     | 1 - 2         | Breite Basilea       |
| Étoile Carouge               | 10 - 1        | Portalban/Gletterens |
| Goldau                       | 1 - 2         | Mendrisio            |
| Monthey                      | 8 - 0         | Yverdon              |
| Moutier                      | 1 - 2(d.t.s.) | Grenchen             |
| Neuchâtel Xamax              | 2 - 3         | Burgdorf             |
| Rorschach                    | 1 - 2(d.t.s.) | Sciaffusa            |
| San Gallo                    | 8 - 0         | Wädenswil            |
| Schöftland                   | 3 - 2         | Uznach               |
| Thun                         | 2 - 1         | Urania Ginevra       |
| Tössfeld                     | 1 - 3         | Wettingen            |
| Vevey                        | 2 - 3         | Chênois              |
| Young Fellows                | 4 - 1         | Frauenfeld           |
| Laufen                       | 1 - 1(d.t.s.) | Le Locle-Sports      |
| 18 ottobre 1970(Ripetizione) |               |                      |
| Le Locle-Sports              | 3 - 1         | Laufen               |

### Sedicesimi di Finale
| Squadra 1                     | Risultato     | Squadra 2         |
| ----------------------------- | ------------- | ----------------- |
| 1 novembre 1970               |               |                   |
| Aarau                         | 1 - 2         | Young Boys        |
| Basilea                       | 5 - 1         | Chênois           |
| Bellinzona                    | 2 - 0         | Chiasso           |
| Breite Basilea                | 1 - 0(d.t.s.) | Grenchen          |
| Friburgo                      | 3 - 1         | Thun              |
| Le Locle-Sports               | 0 - 1         | Bienne            |
| Losanna                       | 2 - 1         | Martigny          |
| Mendrisio                     | 3 - 1         | Sciaffusa         |
| Schöftland                    | 0 - 1         | Lucerna           |
| Servette                      | 2 - 1         | Étoile Carouge    |
| Winterthur                    | 2 - 0         | Burgdorf          |
| Wettingen                     | 2 - 3         | Sion              |
| Zurigo                        | 3 - 0         | Brühl             |
| Lugano                        | 1 - 1(d.t.s.) | Young Fellows     |
| Monthey                       | 2 - 2(d.t.s.) | La Chaux-de-Fonds |
| San Gallo                     | 1 - 1(d.t.s.) | Grasshoppers      |
| 18 novembre 1970(Ripetizioni) |               |                   |
| Grasshoppers                  | 3 - 0         | San Gallo         |
| La Chaux-de-Fonds             | 3 - 4         | Monthey           |
| Young Fellows                 | 0 - 2         | Lugano            |

### Ottavi di Finale
| Squadra 1                    | Risultato     | Squadra 2      |
| ---------------------------- | ------------- | -------------- |
| 29 novembre 1970             |               |                |
| Basilea                      | 2 - 0         | Bellinzona     |
| Friburgo                     | 0 - 1         | Grasshoppers   |
| Lucerna                      | 1 - 2(d.t.s.) | Lugano         |
| Mendrisio                    | 2 - 1         | Bienne         |
| Monthey                      | 1 - 2         | Losanna        |
| Servette                     | 5 - 1         | Young Boys     |
| Sion                         | 0 - 1         | Breite Basilea |
| Winterthur                   | 0 - 0(d.t.s.) | Zurigo         |
| 2 dicembre 1970(Ripetizione) |               |                |
| Zurigo                       | 3 - 1         | Winterthur     |

### Quarti di Finale
| Squadra 1        | Risultato     | Squadra 2    |
| ---------------- | ------------- | ------------ |
| 27 febbraio 1971 |               |              |
| Mendrisio        | 2 - 0(d.t.s.) | Basilea      |
| 28 febbraio 1971 |               |              |
| Breite Basilea   | 0 - 1(d.t.s.) | Losanna      |
| Lugano           | 2 - 1         | Grasshoppers |
| Zurigo           | 1 - 2         | Servette     |

### Semifinali
| Squadra 1     | Risultato | Squadra 2 |
| ------------- | --------- | --------- |
| 21 marzo 1971 |           |           |
| Mendrisio     | 0 - 2     | Lugano    |
| 23 marzo 1971 |           |           |
| Servette      | 2 - 1     | Losanna   |

### Finale
| Arbitro: | Pius Kamber (Zurigo) |

| |            | |
| Desbiolles 55’ Marchi 87’                                                                                       | Marcatori  | |
| Barlie Martin Wegmann Guyot Perroud Marchi Németh(85' Heutschi) Dörfel Desbiolles Bosson Blanchoud(85' Pottier) | Formazioni | Prosperi Lanfranconi Berset Boffi Pullica Coduri Brenna Dolmen(73' Roth) Tippelt(46' Luttrop) Blättler Bernasconi |
| Snella | Allenatori | Sing |